# Яненко, Яков Феодосиевич
Я́ков Феодо́сиевич Яне́нко (8 декабря 1800 — 29 марта 1852) — русский живописец, портретист, академик Императорской Академии художеств.

## Биография
Сын живописца, академика Феодосия Яненко. В 9 лет, как сын академика, в 1809 году был принят в Императорскую Академию художеств без всяких формальностей и баллотировки и в ней состоял учеником Александра Варнека. Принят в один год с Карлом Брюлловым, в течение всей жизни их связывали самые близкие отношения.
В 1820 году за рисунок с натуры был награждён малой золотой медалью, в следующем 1821 году окончил академический курс с аттестатом второй степени и званием художника XIV класса и вскоре после этого получил звание «назначенного в академики». Звание академика было присуждено ему в 1825 году за портрет гравёра профессора Николая Уткина (находится в зале совета Академии художеств).
В 1827 году отправился в Италию, где жил преимущественно в Риме и писал копии с картин знаменитых итальянских мастеров.
Все приезжавшие в Италию русские художники приобретали в нём друга и покровителя, он ободрял и поддерживал их своими советами и нередко выручал из нужды. Из его копий с картин художников итальянской школы известны: «Взятие Богоматери на небо» Тициана (находится в Московском училище живописи и ваяния), «Ессе Homo» Гверчина и «Последний день Помпеи». Яненко написал также два портрета императора Николая I; его же кисти принадлежат несколько образов, в том числе «Ангелы, поддерживающие образ Тайной Вечери» (в церкви Академии Художеств).
После возвращения из Италии (1836) стал завсегдатаем литературно-художественных «сред» на квартире Нестора и Платона Кукольников, где собирались К. П. Брюллов, М. И. Глинка, И. А. Крылов, писатель и переводчик А. Н. Струговщиков, карикатурист Н. Степанов, и многие другие.
В воспоминаниях друзей Яненко слыл человеком добродушным и мягким, но за любовь к вину получил кличку «Пьяненко».
Наиболее известные из его портретов: профессора А. Г. Варнека, М. И. Глинки и др. Работы Яненко имеются в Русском музее, Третьяковской галерее и др.
Был похоронен на Смоленском православном кладбище; могила утрачена.

## Галерея
- Портрет И. К. Арнольди
- Портрет Н. А. Бекетова
- Портрет Аббата Дона Франческо Агостини
- Портрет композитора М. И. Глинки
- Портрет старика
- Портрет А. Г. Муравьёвой